# Xerus
Xerus är ett släkte i ekorrfamiljen med fyra afrikanska arter som lever på marken.
- Västafrikansk jordekorre (Xerus erythropus) lever i västra och centrala Afrika.
- Kapjordekorre (Xerus inauris) finns i södra Afrika.
- Xerus rutilus förekommer i östra Afrika.
- Xerus princeps lever i Angola och Namibia.

## Kännetecken
Dessa gnagares päls är styv och påminner om borstar. Grundfärgen är gulgrå till gråbrun (ibland med röda nyanser) och undersidan är krämfärgad till vitaktig. Med undantag av arten Xerus rutilus har alla medlemmar en längsgående vit strimma på varje kroppssida. Kroppslängden ligger mellan 20 och 40 centimeter och därtill kommer en 20 till 25 centimeter lång svans. Vikten varierar mellan 300 och 900 gram. Arterna har en lite avplattad svans som är lite mörkare än andra kroppsdelar. De långa klorna är endast lite böjda.

## Levnadssätt
Arterna förekommer i öppna habitat som savanner, halvöknar, klippiga områden eller buskland med några träd. De är aktiva på dagen och lever i självgrävda bon. Individerna bilder kolonier som påminner om präriehundarnas flockar. Gångsystemet av en enskild grupp kan ha upp till 100 ingångar och kan sträcka sig över 2000 m². Boets tunnlar ligger upp till 70 cm under markytan och de har en diameter av 5 till 25 cm. Är en fiende i närheten utstöter de varningsläten och sedan gömmer sig alla individer i bon. Naturliga fiender utgörs bland annat av rovfåglar och manguster.
Hos kapjordekorre bildas en koloni av upp till fyra honor och deras ungar. Vuxna hannar ansluter sig bara tillfällig till en koloni. Tunnlarna försvarar av honorna mot ovälkomna artfränder. För parningen finns inga särskilda tider. Dräktigheten varar i cirka 48 dagar och sedan föder honan vanligen en till tre ungar (ibland upp till sex).
Födan utgörs främst av växtdelar och sällan av insekter eller fågelägg.

## Relationer till människor
I Sydafrika betraktas dessa gnagare av vissa bönder som skadedjur då de äter sädesväxter och rotfrukter. Dessutom kan de överföra sjukdomar som rabies. I vissa regioner hålls de som sällskapsdjur.